# Pontophilus echinulatus
Pontophilus echinulatus är en kräftdjursart. Pontophilus echinulatus ingår i släktet Pontophilus och familjen Crangonidae. Inga underarter finns listade i Catalogue of Life.